# Ergänzungsaufklärungsgeschwader 1
Das Ergänzungsaufklärungsgeschwader 1 war ein Verband der Luftwaffe der Wehrmacht im Zweiten Weltkrieg. Als Ergänzungsaufklärungsgeschwader, ausgestattet mit verschiedenen Aufklärungsflugzeugen, diente es frisch ausgebildeten oder rekonvaleszenten Aufklärungsfliegern zur Gewöhnung an die Frontbedingungen, bevor diese in reguläre Aufklärungsverbände versetzt wurden. Es wurde am 5. März 1945, vor der bedingungslosen Kapitulation der Wehrmacht, aufgelöst.

## Geschichte
Der Geschwaderstab bildete sich am 28. Dezember 1944 in Kölleda (Lage) aus der Dienststelle des Kommodore der Ergänzungsaufklärungsgruppen. Die I. Gruppe entstand am gleichen Tag in Bromberg (Lage) aus der Ergänzungs-Nahaufklärungsgruppe, während die II. Gruppe ebenfalls am 10. Januar 1945 in Pütnitz (Lage) aus der Ergänzungs-Fernaufklärungsgruppe aufgestellt wurde.
Das Geschwader flog mit Aufklärungsflugzeugen vom Typ Arado Ar 96, Bücker Bü 131, Dornier Do 217, Focke-Wulf Fw 189, Focke-Wulf Fw 190, Heinkel He 111, Junkers Ju 88, Junkers Ju 188, Junkers Ju 388, Messerschmitt Bf 109 und Siebel Si 204 und war Anfang März 1945 der Luftflotte 10 unterstellt.
Der Geschwaderstab wurde, vor der bedingungslosen Kapitulation der Wehrmacht, am 5. März 1945 aufgelöst. Einen Tag zuvor waren schon die I. und die II. Gruppe aufgelöst worden. 

## Kommandeure

### Geschwaderkommodore
| Dienstgrad | Name           | Zeit                                  |
| ---------- | -------------- | ------------------------------------- |
| Oberst     | Gerhard Kopper | 28. Dezember 1945 bis 19. Januar 1945 |

### Gruppenkommandeure
I. Gruppe
- Major Ludwig Holler, 10. Januar 1945 bis 4. März 1945[9]

II. Gruppe
- Hauptmann Oskar Otolski, 10. Januar 1945 bis 4. März 1945[10]